# Бор, Барна
Барна Бор (венг. Bor Barna; род. 12 декабря 1986, Керепештарча) — венгерский дзюдоист. Призёр первенств Мира и Европы. Многократный чемпион своей страны. Соревнуется в супертяжёлой весовой категории. Принимал участие в Олимпийских играх 2008 и 2012 годах. Барна Бор несколько раз становился призёром на Всемирной летней Универсиаде.